# 金鎔範
金鎔範(김용범，1902年—1947年)，北韓政治家，國內派人，也是朝鮮勞動黨的創立人之一。

## 生平
金鎔範出生於平安南道，他在1921年於大成學院畢業。1925年，他加入朝鮮共產黨。其後，他得到共產國際的賞識而被委派到蘇聯深造。1931年，他回國後積極推廣共產主義，並成立了各工人組織。為此，他曾兩度被反對共產主義的日本殖民地政府投進監獄。1945年隨著日本投降，二戰結束，金鎔範也取得自由，他於與玄俊赫和張時雨等人建立朝鮮勞動黨平安南道委員會。同年10月，他又被推舉為朝鮮共產黨北部分部的責任書記。1946年9月，朝鮮勞動黨成立，他被選為中央委員會審計委員長。1947年突然離世，原因未明，為紀念他創黨的功勞，朝鮮勞動黨在平安南道的其中一間小學以他的名字命名。

## 資料來源
1. 1 2 3  .   [2013-12-18]. （原始内容存档于2013-12-19）.
2. ↑  "历史回顧：金日成開展的党內鬥爭" 《多維新聞》 2012 9 14